# Заместитель начальника Генерального штаба Армии обороны Израиля
Заместитель начальника Генерального штаба Армии обороны Израиля — вторая по старшинству военная должность в Генеральном штабе Армии обороны Израиля. Заместитель начальника Генерального штаба является офицером в звании генерал-майора.
Действующим заместителем начальника Генерального штаба является генерал-майор Тамир Ядай, который вступил на должность 6 марта 2025 года.

## История
Со дня основания Армии обороны Израиля и до сегодняшнего дня должность заместителя начальника штаба не была укомплектована постоянно. До 1999 года, когда заместитель начальника Генерального штаба одновременно являлся главой одного из управлений Генерального штаба, за исключением нескольких случаев, когда в этой должности был Хаим Бар-Лев накануне Шестидневной войны и Исраэль Таль после войны Судного дня. В 1999 году было создано оперативное управление Генштаба, и должности были официально разделены, поскольку принято считать заместителя начальника Генерального штаба командующим оперативными силами Армии обороны Израиля. Несмотря на предложенные законопроекты, заместитель начальника штаба по закону не определен в качестве офицера, всегда замещающего начальника Генерального штаба, и государственный контролер высказал об этом своё мнение в докладе, опубликованном в 2010 году.
С 2005 года Департамент контроля и мониторинга Армии обороны Израиля подчиняется заместителю начальника Генерального штаба. В период с 2016 по 2017 год у заместителя начальника Генерального штаба также находилось в подчинении управление информационных технологий и коммуникаций.
Заместитель начальника Генерального штаба, как правило, является одним из естественных кандидатов на замену уходящего с должности начальника Генерального штаба, и обычно принято рассматривать эту роль как «инициацию», прежде чем принять командование Армией обороны Израиля. Девятнадцать из 22 начальников Генерального штаба перед назначением занимали должности заместителя начальника Генерального штаба.

## Список
| Имя                | Период                            | Комментарии                                                                      |
| ------------------ | --------------------------------- | -------------------------------------------------------------------------------- |
| Цви Аялон          | январь 1948 — 9 ноября 1949       |                                                                                  |
| Мордехай Маклеф    | 9 ноября 1949 — 7 декабря 1952    | Третий начальник Ген.штаба в дальнейшем                                          |
| Моше Даян          | 7 декабря 1952 — декабрь 1953     | Четвёртый начальник Ген.штаба в дальнейшем                                       |
| Хаим Ласков        | 20 августа 1955 — 23 июля 1956    | Пятый начальник Ген.штаба в дальнейшем                                           |
| Цви Цур            | 1956 — 1958                       | Шестой начальник Ген.штаба в дальнейшем                                          |
| Ицхак Рабин        | 23 января 1961 — 30 декабря 1963  | Седьмой начальник Ген.штаба в дальнейшем                                         |
| Хаим Бар-Лев       | май 1967 — январь 1968            | Восьмой начальник Ген.штаба в дальнейшем                                         |
| Элазар, Давид      | 1969 — январь 1972                | Девятый начальник Ген.штаба в дальнейшем                                         |
| Исраэль Таль       | 1972 — 1973                       |                                                                                  |
| Эйтан, Рафаэль     | август 1977 — апрель 1978         | Одиннадцатый начальник Ген.штаба в дальнейшем                                    |
| Йекутиэль Адам     | 1978 — 1982                       | Убит занимая должность во время его пребывания в Ливане в Первую ливанскую войну |
| Моше Леви          | 1982 — 1983                       | Двенадцатый начальник Ген.штаба в дальнейшем                                     |
| Давид Иври         | 1983 — 1985                       |                                                                                  |
| Дан Шомрон         | 17 января 1985 — 1 октября 1986   | Тринадцатый начальник Ген.штаба в дальнейшем                                     |
| Амир Дрори         | 1 октября 1986 — 6 апреля 1987    |                                                                                  |
| Эхуд Барак         | 7 мая 1987 — 13 марта 1991        | Четырнадцатый начальник Ген.штаба в дальнейшем                                   |
| Амнон Липкин-Шахак | 13 марта 1991 — 29 ноября 1994    | Пятнадцатый начальник Ген.штаба в дальнейшем                                     |
| Матан Вильнаи      | 29 ноября 1994 — 15 сентября 1997 |                                                                                  |
| Шауль Мофаз        | 15 сентября 1997 — 11 июня 1998   | Шестнадцатый начальник Ген.штаба в дальнейшем                                    |
| Узи Даян           | 11 июня 1998 — 15 сентября 2000   |                                                                                  |
| Моше Яалон         | 15 сентября 2000 — 9 июля 2002    | Семнадцатый начальник Ген.штаба в дальнейшем                                     |
| Габи Ашкенази      | 9 июля 2002 — 15 июля 2004        | Девятнадцатый начальник Ген.штаба в дальнейшем                                   |
| Дан Халуц          | 15 июля 2004 — 17 марта 2005      | Восемнадцатый начальник Ген.штаба в дальнейшем                                   |
| Моше Каплински     | 17 марта 2005 — 1 октября 2007    |                                                                                  |
| Дан Харель         | 1 октября 2007 — 1 октября 2009   |                                                                                  |
| Бени Ганц          | 1 октября 2009 — 25 ноября 2010   | Двадцатый начальник Ген.штаба в дальнейшем                                       |
| Яир Наве           | 25 ноября 2010 — 14 января 2013   |                                                                                  |
| Гади Айзенкот      | 14 января 2013 — 15 декабря 2014  | Двадцать первый начальник Ген.штаба в дальнейшем                                 |
| Яир Голан          | 15 декабря 2014 — 11 мая 2017     |                                                                                  |
| Авив Кохави        | 11 мая 2017 — 13 декабря 2018     | Двадцать второй начальник Ген.штаба в дальнейшем                                 |
| Эяль Замир         | 13 декабря 2018 — 11 июля 2021    | 24-й Начальник Генштаба армии                                                    |
| Херци Ха-Леви      | 11 июля 2021 — 31 октября 2022    | 23-й Начальник Генштаба армии                                                    |
| Амир Барам         | 31 октября 2022 — 6 марта 2025    |                                                                                  |
| Тамир Ядай         | с 6 марта 2025                    |                                                                                  |